# 木村庄之助 (3代)
3代 木村 庄之助（さんだい きむら しょうのすけ、生没年不詳）は、大相撲の立行司・木村庄之助の3代目とされる人物。享保年間に活動したとされるが、実在は疑わしい。

## 人物
3代目とされている中立羽左衛門、あるいは中頭正之助の実在はかなり疑わしく、架空の人物であるとの定説になっている。また、享保年間の行司といわれている木村若狭守(木村左門行正)の墓も存在するが、別人とされている。
木村家が文政（1818年 - 1830年）のころに系譜を編纂し、実質的な初代である4代庄之助に3人の先祖を加上した際に加えられた、架空の人物とみなされている。